# レーザー兵器

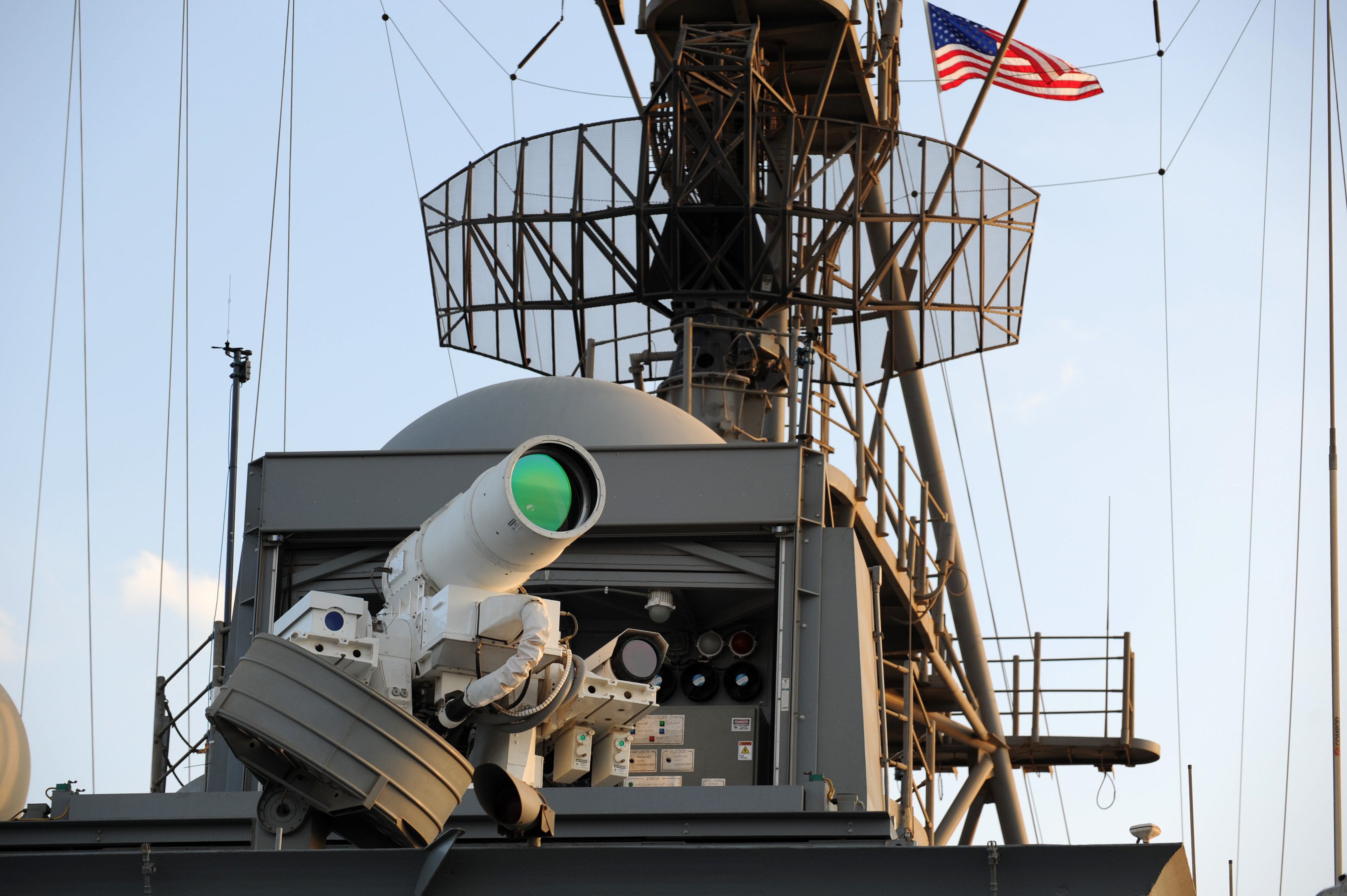
アメリカの艦載型レーザー兵器 AN/SEQ-3 レーザー兵器システム

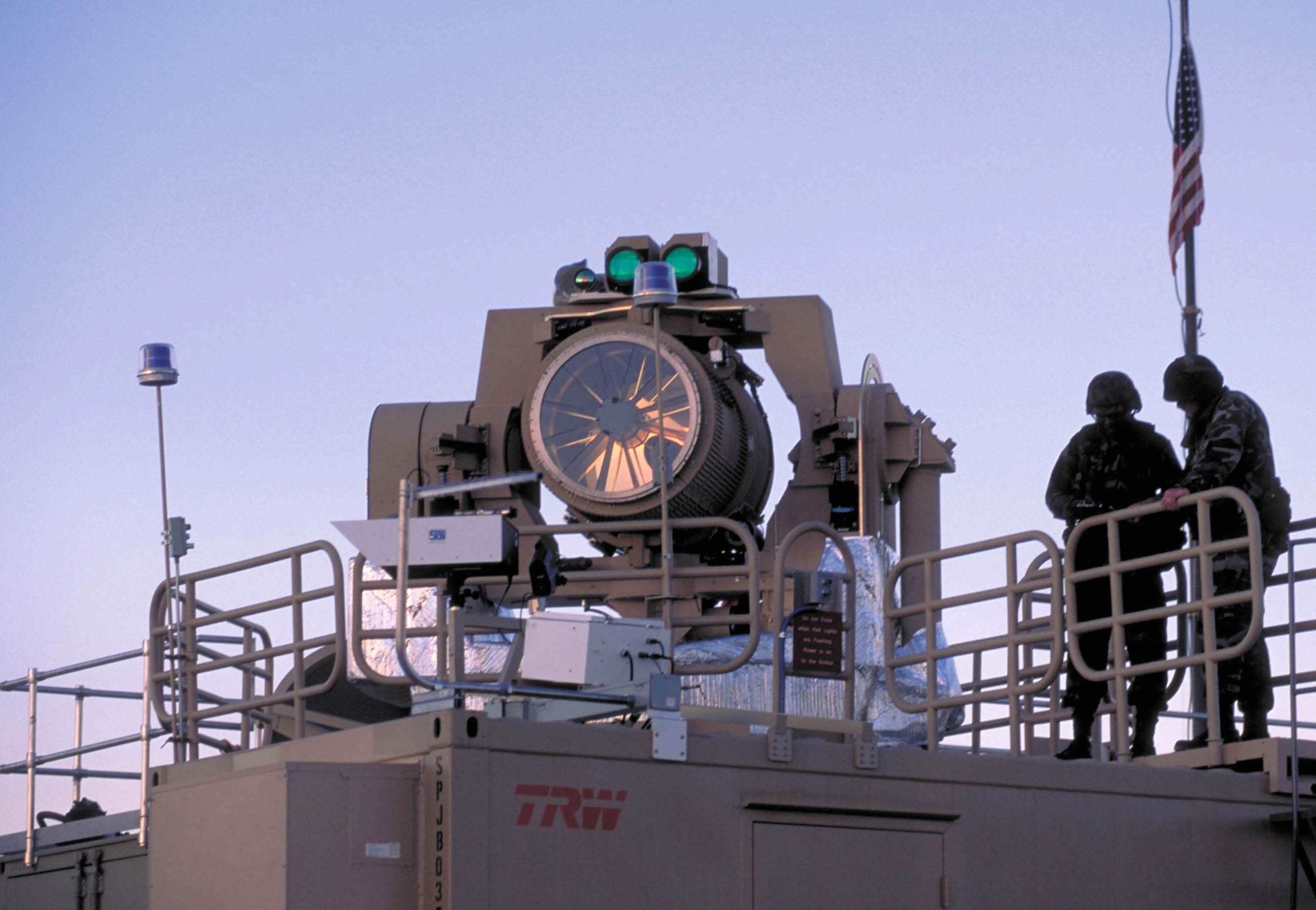
アメリカとイスラエルが共同開発している対空レーザー兵器 THEL

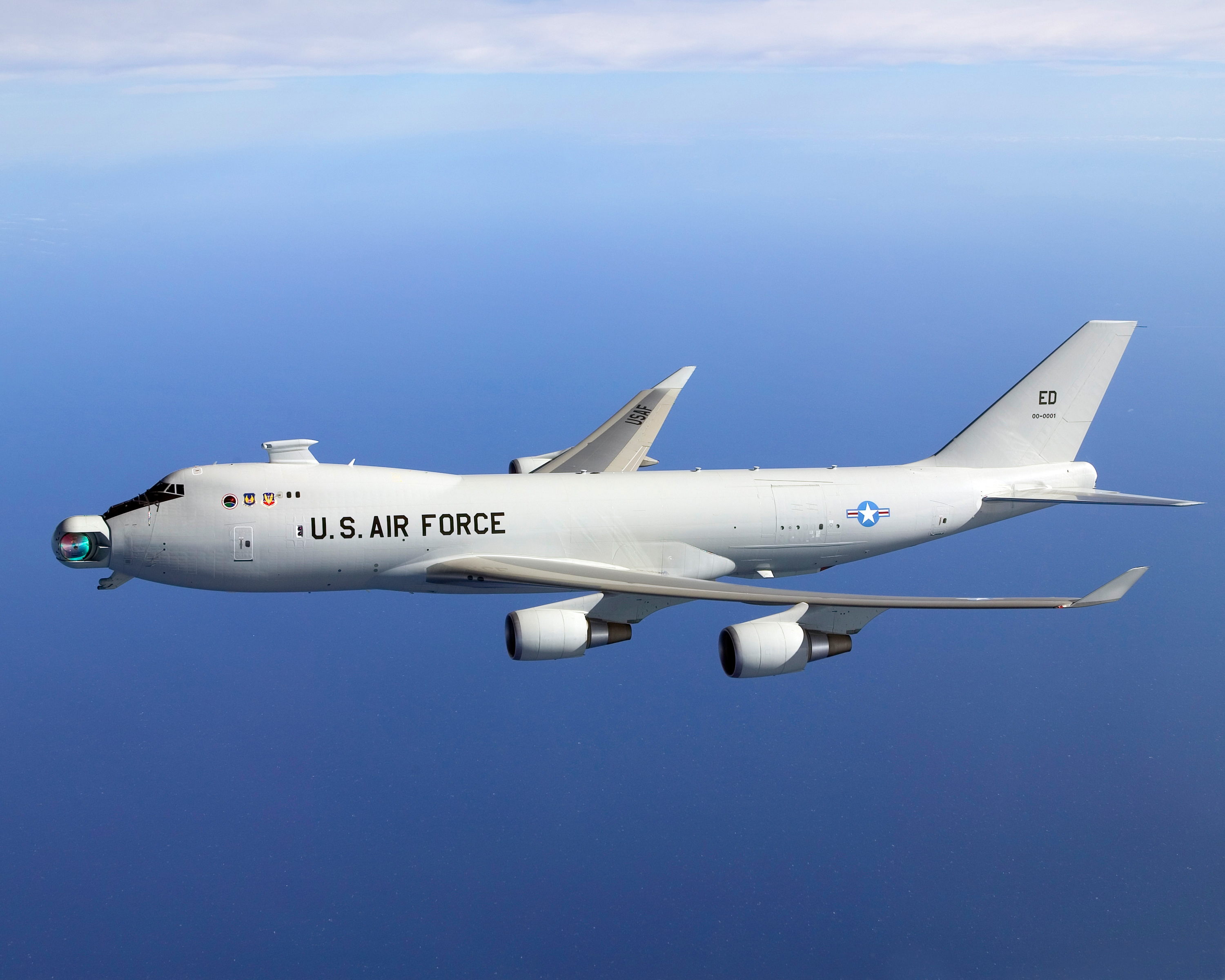
アメリカのミサイル迎撃試験用軍用機 AL-1

レーザー兵器（レーザーへいき、英語: laser weapon）は、レーザーを利用した指向性エネルギー兵器の一種。アメリカとイスラエルが共同で開発中の対空レーザー兵器戦術高エネルギーレーザーやアメリカのAN/SEQ-3レーザー兵器システム・ミサイル迎撃試験用軍用機AL-1などがありイスラエルではすでに実戦配備されている。レーザー兵器は日本の高出力レーザシステムなど各国でも研究開発が進んでいる。

## 概要
現在の兵器用レーザーは主に照準と測距、銃のターゲッティングに利用されているが、このレーザー光は目標を破壊するものではない。レーザー兵器は通常、短時間に高出力のパルスを生成する。メガジュール級の出力を持つレーザーの一発は、高性能爆薬200gと同様のエネルギーを移送し、同様の基本的な破壊を目標物にもたらす。主要な損傷の働きは、目標表面で生じる爆発的な蒸発と、この反応に起因する機械的な切断である。
戦闘時に標的へ直接ダメージを与えたり破壊したりできるレーザー兵器は現在実用化されつつある。アメリカなどではすでに実証実験されており、数km先を高速で飛行する目標物の破壊に成功している。イスラエルの 対空防御システムの一種であるアイアンビームは、2020年8月17日よりすでに実戦配備されている。
レーザービーム兵器の一般的な考え方は、短時間の光パルスで標的を攻撃することである。この種の高出力レーザービームを投射するために必要なパワーには、化学的に動力を持つガス・ダイナミック・レーザーが採用されている。レーザー兵器は高エネルギーレーザーを利用しているため、一瞬で目標物に到達し精度が高いと標的を数秒で破壊することができる。しかし大半のミサイルとは異なり直線上にある目標にしか発射できないため、陸上を低空または秒速数kmで飛来する高速ミサイルには対応できない。
また、低速で飛来する戦闘機やヘリコプター・ドローンなどの軍用機、迫撃砲弾・ロケット弾などを打ち落とすのには有効だが、装甲の厚い戦車の破壊には不向き。
レーザー兵器は、都市、戦車、艦船、航空機などへのアクティブ防護システムとして注目され、車載型、艦載型、航空機搭載型がある。
アメリカ海軍は、小型無人航空機、携帯対戦車グレネードランチャー、モーターボートやヘリコプターの可視エンジンなどの標的に対して使用する超短距離（1.0マイル (1.6 km)）、30kWのレーザー兵器システム（LaWS）の実験を行っている。このシステムは、「6台のレーザー溶接を束ねたもの」と定義されている。2020年時点で60kWのシステム「HELIOS」が駆逐艦クラス向けに開発されている。
実験システムの例には、MIRACLと戦術高エネルギーレーザーがあるが、これらは現在は製造中止となっている。

### 原理
レーザー誘電はまずブルーミング現象を起こし、この後に、良好に形成されたプラズマの、導電イオン化された軌道へと強力な電流を送りこむ。これはいくぶん雷に類似し、テイザーやスタンガンの長距離版として機能するが、そのエネルギーは巨大で高出力である。
兵器転用された既存のレーザーの大部分はガスダイナミックレーザーである。燃料または強力なタービンにより、レーザー媒質を流路または一連のオリフィスへと強制通過させる。高圧と熱によってレーザー媒質はプラズマ化し、レーザー光を放出する。このシステムの主な難点は、レーザーを共振させる光共振器の高精度な鏡面と窓を保護し維持することである。大半のシステムではコヒーレントな波を作り出すために低出力のレーザー「発振器」を使用し、これを増幅している。いくつかの試験的なレーザー増幅装置は窓や反射鏡を用いず、開放されたオリフィスを採用しており、これらは高エネルギーにも破壊されない。

### レーザー兵器のメリット
実弾兵装と比べた、レーザー兵器の主要な利点を以下に列挙する。
- レーザー光やマイクロ波は、そのエネルギーが光速で伝播する。このため、地球上での使用であれば目標まで発射とほぼ同時に到達する[6]。したがって、遠距離射撃の移動目標を狙う際も、到達移動距離を補正する必要が無く、また目標側が発射されたレーザーを回避する時間も無い。これらの特性は目標物がミサイルのように高速で移動する場合特に有効である。
- 砲弾の場合、風・重力・空気抵抗等の影響を受けるため、考慮すべきパラメータが多くなる。一方、レーザー光の場合、大気による屈折以外の影響をほとんど受けないため、パラメータが少なくて済む(重力による影響は、地球上では無いに等しい)。
- レーザー光は位相のそろった光なので、干渉性が極めて高く、焦点を小さな一点に集中させることができる。また焦点距離を広い範囲に短時間で変更することができる。
- 光はエネルギーに対する運動量の比率が極めて小さい（正確には{\displaystyle 1/c}）ことにより、レーザーの生じる反動は無視できる程度のものである。
- 一発の照射に数百円程度しかかからない。

### レーザー兵器の妨げとなる現象

#### ブルーミング現象
レーザー兵器級のレーザー光が大気を通過する時、約1立方cmあたり1メガジュールというエネルギー密度のレーザー光が、大気を温め膨張させる。その結果、大気の密度が小さくなりレーザー光自身を屈折させてしまう。この現象を「ブルーミング現象」と呼び、大気中でのレーザーの集束を乱し焦点の位置をずらしてしまう原因となる。サーマルブルーミング現象を起こさないためには澄んだ空気が必要であるため、レーザー兵器の長距離での使用には限界がある。

#### ビームの吸収・拡散
空中を通り抜けるレーザー光や粒子ビームは、雨、霧、雪、粉塵、煙、スモッグなどがあると吸収されるか拡散され、ブルーミング現象を増幅させる。目標が見えている限り、雨や雪は大きな障害ではないが、特に雷雲は厳しいとされる。このような気象条件はレーザー兵器の効果を弱めるため、敵が意図的に類似の光学上の障害物である化学物質などを飛散させることが考えられる。
また、このような気象条件ではレーザーのエネルギーにより衝撃波が発生し、雨、霧、雪、粉塵、煙、スモッグなどを押しのけ「トンネル効果」を作り出す。マサチューセッツ工科大学とアメリカ陸軍の技術者は、この効果を逆に利用し雲の生成を途絶させ、降雨を制御することを模索している。

#### ブルーミング現象の発生を抑制する方法
- 一旦、鏡を使ってレーザー光を広げ光線のエネルギー密度を低下させた上で大気を通過させ、目標物表面で焦点を合うようにする。これは、大気を通過中のレーザー光がブルーミング現象を起こさない程度にエネルギー密度を低下させるためである。この方法には大型で、非常に精密かつ壊れ難い反射鏡が必要である。また鏡はサーチライトのように据え付けられ、レーザー照準のために回転させるには大型の装置を必要とする。
- フェーズドアレイレーザーを採用する。通常よく用いられるレーザー光の波長では、マイクロメートル級の発振器が数億個ほど必要とされる。製造方法がまだ開発されていないが、カーボンナノチューブの利用が提案されている。フェーズドアレイ方式は理論的には位相共役波（通常の反射と異なり、反射面の角度にかかわらず光線の入射の方向へ位相が揃った光線を反射する）を起こすことができる。フェーズドアレイ方式では鏡面やレンズを必要とせず、平面を構成でき、ビームを拡散する型式のように照準に際して砲塔形状の兵装システムを必要としない。ビームの射角はフェーズドアレイの平面上で形成され、射界は非常に大きな角度まで許容される[9]。
- 位相共役レーザーシステムを採用する。この兵装システムでは「捜索」もしくは「誘導」レーザーが目標を照射する。目標上にある鏡面に似た働きをする「反射」部分が光を返し、兵装システムの主増幅装置によって探知される。この次に、兵装システムはポジティブ・フィードバックループ（促進的にフィードバックを繰り返す回路）を用い、射入と逆のレーザー波を増幅する。標的は鏡面となっている範囲が蒸発し、その衝撃波によって破壊される。ここでは目標からの反射波がブルーミング現象を通り抜けるため、この現象が回避される。また結果として、光学経路上最良の伝導性が示される。位相共役波の特徴から、ブルーミング現象に起因する歪みは自動的に補正される。試験的な兵装システムがこの方法を用いるとき、通常、「位相共役鏡」を形成するために特別な化学薬品を用いる。大部分の兵装システムでは、兵器として通用する出力レベルにおいて鏡面が劇的に加熱される。
- 非常に短いパルスを採用する。これはブルーミング現象によってレーザー光が歪められる前に出力を完了する。
- 単一目標に対し、複数のレーザー群が継続的に低出力で照射する。

#### 目標素材のアブレーションによる減衰
目標物にレーザー照射すると、表面の素材が蒸発（アブレーション）して影を生み始め、レーザー照射の効果を弱めることがある。この問題について解決のためのいくつかの解決策がある。
- アブレーションを起こして生じた吸収性のある蒸気に、衝撃波を引き起こすよう誘導する。また衝撃波はまた目標物に損傷を繰り返し与える。
- 衝撃波が広がるよりも早く目標を走査する。
- 目標にプラズマと光の入り混じった状態を誘発する。目標から生じるアブレーション雲のレーザーに対する透過性を、もう一つ別のレーザー光で調節する。これはおそらくアブレーション雲がこの別のレーザーのスペクトルを吸収して調整されるもので、また雲の内部に反転分布を誘発する。さらにこのレーザーは、アブレーション雲の中に局部的なレーザー光の放出を引き起こす。光の波長のうなりの結果から、アブレーション雲を貫通する波長が誘発され得る。

### エネルギー源と冷却の問題
レーザー光を発生させるのに必要なエネルギー源として電力を使用するタイプのものは、大きな電力を要求する。エネルギーを蓄え、伝導し、変換して指向するという現状の方法では、簡便で携行可能なレーザー兵器を開発するのは困難である。現状のレーザーは大量のエネルギーを熱として浪費してしまい、加熱による装置の損傷を避けるには、未だに大きな冷却設備を必要とする。空冷式では受容できないほどの射撃間隔の拡大をもたらす。現用のレーザー兵器の実用化を制限するこれらのエネルギー源と冷却の問題は、以下の事項により相殺される可能性がある。
1. 安価な高温超伝導物質によりエネルギーロスを減少させ兵器をより効率的なものとする。
2. より簡便な大容量の電力供給・充電装置。レーザー光を発振させて余ったエネルギーの一部は装置の冷却に有効に使用される。

電力をエネルギー源に用いないレーザーとして化学レーザーがある。化学レーザーは化学反応により発生するエネルギーを利用する。過酸化水素にヨウ素を組み合わせる化学酸素ヨウ素レーザー（COIL）と、重水素原子にフッ素を反応させるフッ化水素レーザーは、メガワット級の連続的なレーザー光を出力可能な化学レーザーである。化学レーザーに用いる化学物質の管理にもいくつか問題がある。そのほか冷却及び全体の効率性の悪さの問題がある。
この問題はまた、発電所の近くに兵器を設置するか大きな電力を発生できる大きな艦船か可能ならば原子力水上艦に搭載することで、軽減されうる。艦船には冷却用の水が豊富という長所がある。

#### 間接射撃能力の欠如
砲撃戦では敵が見えない丘陵の背後にいる目標に対し、砲弾を上から到達させる間接射撃ができるが、直射照準のDEWには実現できない。可能な代替案としては、反射鏡のみを航空機や軌道上のプラットフォームに搭載し、目標を間接的に攻撃することである。

## 各国のレーザー兵器

### アメリカ
アメリカ国防省は、年間平均10億ドルの予算を指向性エネルギー兵器開発に投入しており、様々な開発段階にある最低31のシステムを有しており、その大半はレーザー兵器としている。

#### アメリカ海軍
米海軍は、当初ガス・ダイナミック・レーザー方式の炭酸ガスレーザーを検討し、1980年、フッカ重水素レーザー砲MIRACLが完成。試験では超音速標的機や衛星の無力化に成功したが、過剰な出力（最大出力2.2MW）と設備等から陸上拠点防衛にしか使えず艦載には向かないため開発中止となった。2000年代からは個艦防衛用レーザー砲に切り替え、ファイバー固体レーザー、スラブ固体レーザー、自由電子レーザーの開発が試された。
LaWS
2009年から、艦載型ファイバー固体レーザー砲XN-1LaWSの開発を開始。民生用のレーザー溶接機6基をまとめ、出力は33kW。2012年、アーレイバーク級駆逐艦「デューイ」のヘリ甲板に搭載され洋上試験を実施した。2014年8月、LaWSはAN/SEQ-3として正式化され、トレントン級ドック型輸送揚陸艦「ポンス」に搭載して、ペルシャ湾に実戦配備された。2017年、ポンス退役に伴いLawsは撤去され、後述のHELIOSのため、陸上保管された。
また2009年3月、MLD試作レーザー砲が完成し、2011年4月から試験艦EDD-964ポール・Ｆ・フォスターで洋上試験に入り、複合艇を炎上させた。
NLFoS計画
海軍は現在、対UAV用のレーザー兵器を開発し、最終的に対艦弾道ミサイル迎撃を目指しており、NLFoS（Navy Laser Family of Systems）計画として、以下複数のレーザー兵器を試験開発している。
- RHEL（Ruggedized High Energy Laser）

詳細は不明だが、既に開発終了。
- SSL-TM計画・LWSD Mk.2 Mod.0

150kW級のUAV(無人航空機)・USV(無人水上艇)破壊用レーザー砲。AN/SEQ−3の結果を基に開発された。2019年、サン・アントニオ級ドック型輸送揚陸艦「ポートランド」に搭載され、2020年、海上試験でUAVの破壊に成功した（2024年に撤去予定）。
- AN/SEQ-4・ODIN(Optical Dazzling Interdictor, Navy)

30kW級のISR用UAVセンサー・制御装置破壊用レーザー砲。出力が低いため、光学センサーを破壊（損傷）することで目標を無力化する。2019年11月にアーレイ・バーク級駆逐艦「デューイ」に初搭載され、現在は計8隻のアーレイ・バーク級に搭載されている。
- SNLWS計画・HELIOS Mk.5 mod.0(High Energy Laser and Integrated Optical-dazzler with Surveillance)

60kW級のレーザーと光学妨害装置、監視装置を統合した、UAV・USV・ISRセンサー破壊用レーザー砲。陸軍が開発したHELMTTの艦載型で、イージス戦闘システムに統合されている。2022年にアーレイ・バーク級駆逐艦「プレブル」に初搭載された。
NLFo計画の結果を踏まえた、最大出力300kW級の対艦ミサイル迎撃用レーザーHELCAP（ High Energy Laser Counter-ASCM Program ）も開発している。

#### アメリカ空軍
空軍はTMD（戦域ミサイル防衛）構想に基づいて、1994年より弾道ミサイル迎撃用レーザーABL（Airborne Laser,空中発射レーザー） の開発を開始し、2002年、B747-400Fに出力3MWの化学酸素ヨウ素レーザー（COI）Lを搭載した実験機YAL-1Aが製作された。ブースト段階の弾道ミサイルを破壊する計画だったが、有効射程を達成する出力が得られず、2011年開発中止となった。2006年からは、C-130HにCOILを搭載し、地上車両攻撃用レーザーATL （Advanced Tactical Laser,高度戦術レーダー） を開発し、地上試験や空中試験に成功したが、実用化はされなかった。また2015年からは、AC-130J用対地レーザー砲としてAHEL(Airborne High Energy Laser)の開発を開始したが、こちらも2024年に技術的課題を理由に計画中止が発表された。
また戦闘機搭載型として、SHiELD (Self-Protect High-Energy Laser Demonstrator ,自己防衛型高エネルギーレーザー実証装置）プログラムを2016年から開始。 次期戦闘機NGADのほか、現有のF-16等にもレーザー兵器ポッドを装備し、空対空ミサイルや地対空ミサイル、小型航空機の迎撃を目的とした60〜100kW級レーザー。2025年の飛行試験を予定していたが、2024年に開発終了となった。
基地などの短距離防級用として開発された、10kW級のパレット式レーザーH4は、2022年に試験に成功し、2023年6月、空軍に納入された。

#### アメリカ陸軍
アメリカ陸軍では、20kW級レーザー「LOCUST」をパレット化したP-HEL・ISVに搭載したAMP-HELや、50kW級レーザーをストライカー装甲車に搭載したDE-MSHORAD、300kW級の対巡行ミサイル用レーザーIFPC-HEL計画などを開発している。
DE-MSHORAD
DE-SHORADはDirect Energy Maneuver Short-Range Air Defense（指向性エネルギー機動短距離防空）の略。ストライカー装甲車に出力50kW級のレーザー砲を搭載した対UAV用。在欧米軍の短距離防空能力不足を暫定的に補完するIM-SHORADに続く新システムである。
2016年に開発開始した出力2kW級のMEHEL（ Mobile Expeditionary High Energy Laser,機動遠征高出力レーザー）及び5kW級の出力強化型MEHEL2.0、2018年に開発開始したMMHEL（ Multi-Mission High Energy Laser ,多目的高エネルギーレーザー）を基に、2019年に開発が開始された。2022年9月、試作型4両が納入され、2024年3月、砂嵐などの気象環境下での試験を目的に、中東に配備された。
IFPC-HEL計画・Valkrie
IFPC-HEL（Indirect Fire Protection Capability-High Energy Laser,間接火力防御能力-高エネルギーレーザー）計画で開発中の「Valkrie」は、最大出力300kwkの対巡航ミサイル用レーザー。
イラクやアフガニスタンにおいて、迫撃砲やロケット砲により前進作戦基地が攻撃された経験から、2007年に対迫撃弾用レーザーとしてHELTD(High Energy Laser Technology Demonstrator,高出力レーザー技術デモンストレーター)の開発を開始した。後にHEL-MD(High Energy Laser Mobile Demonstrator,高エネルギーレーザー機動実証車）と改称された本システムは、出力10kWのレーザー砲をHEMTT搭載したもので、2013年に1800-2700m先の無人機数機と迫撃砲弾90発以上の撃墜に成功した。これにより更なるテストに進むことになり、出力60kW級レーザーを搭載したHELMTT(High Energy Laser Mobile Test Truck,高エネルギーレーザー実証車）が開発された。2017年から、HELMTTの出力を100kWに向上させると共に、装置を小型化してFMTV中型戦術トラックに搭載することで、機動力を高めたHEL-TVD（ High Energy Laser Tactical Vehicle Demonstrator ）が開発された。2019年、HEL-TVDからIFPC-HEL実証機に開発が移行し、2022年9月、ロッキード・マーチンが300kW級レーザを陸軍に納入した。2023年10月、陸軍は同社と最大4基のValkrieを開発、2025年までに納入する契約を締結した。同社は現在500kw級のレーザー開発を進めており、Valkrieの出力が強化される可能性がある。
P-HEL
P-HEL(Palletized-High Energy Laser,パレット式高出力レーザー）はBlueHal社の20kW級レーザーLocustをベースとしたレーザーシステム。 Xboxのゲームコントローラーで操作する「箱型のパレットマウント装置」とされている。
2022年11月に米国外で運用が開始され、2024年に2基目が配備された。2024年5月、アメリカ国防総省が中東で敵の無人機迎撃にレーザー兵器を初使用したと認め、米紙フォーブスは件のレーザー兵器がP-HELと報じた。
AMPーHEL
AMP-HEL（Army Multi-Purpose High Energy Laser,陸軍多目的高エネルギーレーザー）は歩兵分隊車両ISV（Infantry Squad Vehicle）にBlueHal社の20kW級レーザーLocustを搭載する計画。2023年4月、陸軍は同社と総額7600万ドルの契約を締結した。

### イギリス
イギリス国防省のレーザー指向性エネルギー兵器能力実証計画（Laser Directed Energy Weapon CDP）において、艦艇用CIWS、UAV迎撃、砲迫ロケット弾撃墜などに使用される出力50kW級レーザードラゴンファイアを開発中。MBDA主導の企業共同体ドラゴンファイア・コンソーシアム（レオナルド社、キネティック社、アーク社、BAEシステムズ社、マーシャル社、GKN社が参加）が2015年4月から開発している。DSEI2017で実証機が展示された。2019年から実証試験に入っており、2027年までの配備を予定しているが、ウクライナ供与のため計画の大幅な前倒しを検討している。

### フランス
フランス海軍は、シーラス社と共同で、2017年から対無人機用高出力レーザーHELMA-P(High Energy Laser with Multiple Applications-Power)を開発中である。出力2kW級で、車載型と艦載型が計画されており、2020年、2021年に陸上試験を、2023年6月12-14日にフォルバン級駆逐艦「フォルバン」に搭載して地中海で海上試験を実施した。2024年パリオリンピックまでに配備することを目指している。

### イスラエル
イスラエルのラファエル・アドバンスド・ディフェンス・システムズ社がアメリカの出資も受けて2012年からロケット弾迎撃用レーザーシステムのアイアンビームを開発中である。2014年のシンガポール・エアショーで公開され、同年の試験では砲弾100発以上に有効性を発揮したというが、出力が低く射程が1km程度しか無かったが、出力を100kW級に上げて射程が数kmに延伸された。2022年4月14日、イスラエル国防省研究本部とラファエル社との共同迎撃試験で、固定翼型無人機、迫撃砲弾、ロケット弾、対戦車ミサイルの迎撃に成功したと発表した。2025年の実戦配備を目指しており、2025年5月にはイスラエル国防省が試作型を実戦投入し、複数の目標の撃墜に成功したと発表している。

### 中国
1964年、対戦略ミサイル用レーザー砲の開発を決定。中国海軍は、2014年からアメリカ海軍のLaWSに酷似したレーザー砲を開発しており、2017年に車載して試験を行い300m先の無人機を撃墜した。陸上と海上、両方の展開を目指しており、艦載型はHHQ-10の代替として、将来的に055型駆逐艦に搭載される可能性が指摘されている。2019年、同兵器と見られる映像が中国国営テレビで放映された。 
保利科技有限公司は2017年、アブダビで開催されたIDEX（国際防衛展示会）でサイレントハンター防空システムを発表した。6×6輪のトラックで牽引されるコンテナに設置された光ファイバーレーザーは、出力30−100kw級、最大射程は4kmとされる。2016年9月の抗州G20サミットに配備されたとされる。またサウジアラビアはサイレントハンターを購入し、2022年3月に配備したと見られる。

### ロシア
ロシア軍は地上設置型防空レーザー砲ペレスヴェート（Peresvet）を2017年から配備し、2018年秋から運用している。また2022年5月、ボリソフ副首相はペレスヴェートの発展型であるザディラ（Zadira）のプロトタイプをウクライナ戦争に投入したと発表した。ペレスヴェートがドローンを機能停止するのに対し、標的を物理的に破壊することが可能で、 5キロ先にあるドローンを５秒以内に燃焼したとしている。これについてアメリカ国防総省は、ロシアによるレーザー兵器の実戦使用を確認できていないとしている。 

### 日本
旧・防衛省技術研究本部は、1975年から励起実験装置の研究試作として高出力ガス・ダイナミック・レーザー及びHFレーザーの研究を開始、1989年から高出力レーザー集光実験装置を製作して1990年代に出力10kWの炭酸ガスレーザー実験に成功した。また2003年、統合光波電子戦システムという名称の炭酸ガスレーザー（波長8-12ミクロン、出力20kW）発生装置を製作した。
2010年代、無人航空機やステルス機の台頭に伴い、短時間で目標に対処可能な防空システムとして改めて高出力レーザーの研究が実施されることになった。防衛装備庁は、2010-16年度にヨウ素レーザー（COIL）を使用した近接防御用レーザー砲の研究を実施し、出力50kWのレーザー砲により、数百メートル先にある厚さ1mmのジュラルミン板に孔を開けることに成功した。2018年から対迫撃砲弾・小型無人機用レーザーを川崎重工業と、2021年からは、対小型無人機用レーザーを三菱重工業と、それぞれ研究開発しており、車載型として装備化を目指している。また将来的にはミサイル対象用レーザー装置も開発し、陸自車両のほか、護衛艦への搭載も想定している。

## 非致死性兵器

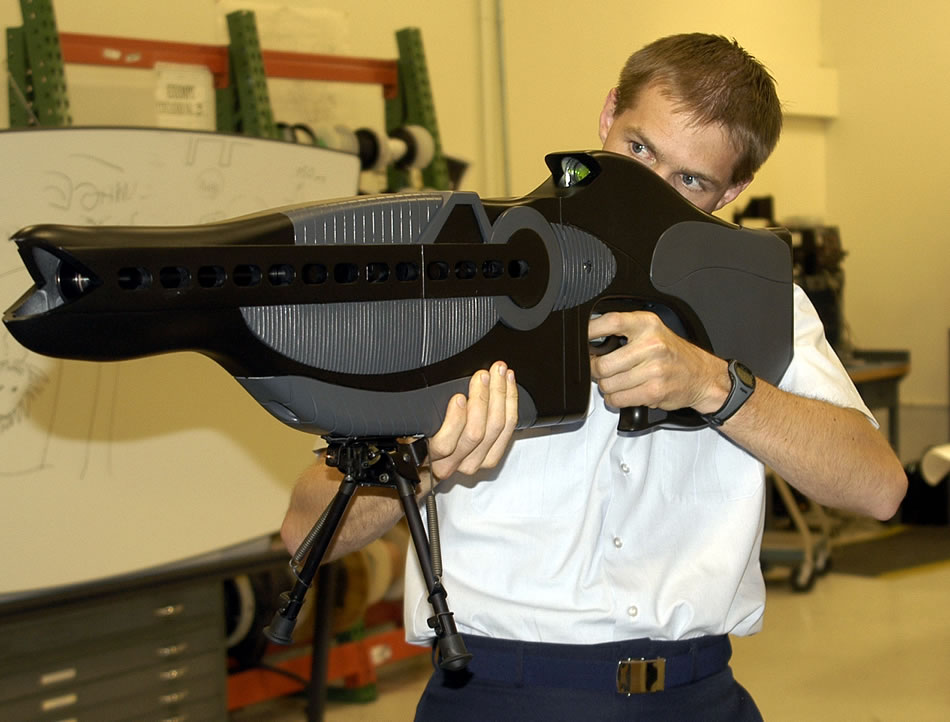
PHASR（Personal halting and stimulation response rifle）は、アメリカ国防総省の空軍研究所の指向性エネルギー総局によって開発されたプロトタイプの非致死性レーザー「ダズラー」

幾種かのレーザーは非致死性兵器として開発途上にあり、ZM-87やダズラーはそのような兵器の一つである。パルス化されたエネルギー投射体、もしくはPEPシステムは赤外線レーザーを発生する。これは急速に膨張するプラズマを目標に作り出す。その結果、人間を失明させるか幻惑させたり、機器のセンサー狂わせたりするよう設計されている。音、衝撃、そして電磁波は相手を気絶させ、痛みと一時的な麻痺を引き起こすため、暴徒鎮圧の使用も企図している。
多くの種類のレーザーは、目に照射されると一時的または永久的な視力低下を引き起こすため、無力化兵器として使用される可能性がある。レーザー光に目がさらされることによって引き起こされる視力障害の程度、特徴、持続時間は、レーザーの出力、波長、ビームのコリメーション、ビームの正確な方向、および照射時間によって異なる。レーザーの出力は1ワットの数分の一でも、ある条件下では即座に永久的な視力喪失を引き起こす可能性があり、そのようなレーザーは非致死性だが無力化できる武器となり得る。レーザー誘発性失明が表す極度のハンディキャップにより、非致死性兵器としてのレーザーの使用を道徳的に論議するものとなり、永久的な失明を引き起こすように設計された兵器は「レーザー兵器に関する議定書」によって禁止されている。
ダズラーと呼ばれる一時的な失明を引き起こすように設計された武器は、軍や時には法執行機関でも使用され、パイロットが飛行中にレーザーを浴びる事故が発生したため、航空当局がそのような危険性に対処するための特別な手順を導入するようになった。